# (4137) Crabtree
(4137) Crabtree est un astéroïde de la ceinture principale.

## Description
(4137) Crabtree est un astéroïde de la ceinture principale. Il fut découvert le 24 novembre 1970 à Bergedorf par Luboš Kohoutek. Il présente une orbite caractérisée par un demi-grand axe de 2,37 UA, une excentricité de 0,02 et une inclinaison de 3,8° par rapport à l'écliptique.

## Compléments